# Laurenz Haiden
Laurenz Haiden (* vor 1449; † vor dem 14. Februar 1486) war ein österreichischer Ritter und Politiker. In den Jahren 1479 bis 1484 war er Bürgermeister von Wien.
Laurenz Haiden stammte aus Wien. Sein Vater war Heinrich Haiden, seine Mutter hieß Anna. Im Bürgerkrieg zwischen Kaiser Friedrich III. und dessen Bruder Erzherzog Albrecht VI. schlug sich der Ritter auf der Seite des Kaisers. In den Jahren 1464 bis 1465 unternahm er eine Fahrt ins Heilige Land. Zuvor heiratete er im Jahre 1458 seine erste Frau Benigna Weihenberger. Im Jahre 1467 folgte die zweite Ehe mit Barbara Eilinsgrab. Seine Erstnennung als Bürgermeister der Stadt datiert vom 31. März 1479, die letzte Erwähnung erfolgte am 1. Dezember 1484. Laurenz Haiden starb im Februar 1486.